# Alexandria (Pennsylvanie)
Pour les articles homonymes, voir Alexandrie (homonymie).
Alexandria est un borough situé au nord-ouest de la partie centrale du comté de Huntingdon, en Pennsylvanie, aux États-Unis,. En 2010, il comptait une population de 346 habitants. Le borough est incorporé le 11 avril 1827.

## Démographie
Lors du recensement de 2010, le borough comptait une population de 346 habitants. Elle est estimée, en 2019, à 381 habitants.

### Source de la traduction
- (en) Cet article est partiellement ou en totalité issu de l’article de Wikipédia en anglais intitulé « Alexandria, Pennsylvania » (voir la liste des auteurs).